# Langue pluricentrique
Ne doit pas être confondu avec Langue polynomique.

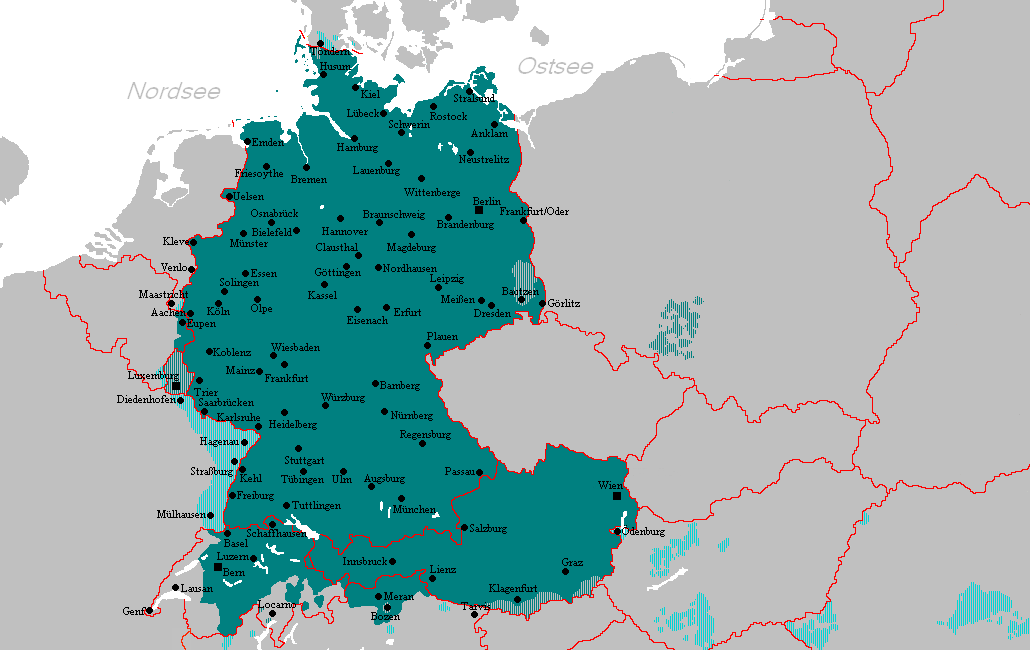
Différents centres linguistiques de la langue allemande.

Une langue pluricentrique ou polycentrique, est, dans la linguistique synchronique, une langue avec plusieurs variétés standard. Dans la linguistique diachronique, une langue pluricentrique est une langue qui a été influencée dans son développement par plusieurs centres linguistiques d'importance comparable.

## Anglais
L'anglais possède des normes différentes pour le Royaume-Uni et les États-Unis. Il est considéré comme une langue pluricentrique symétrique étant donné l'égale importance des deux variétés linguistiques.

## Allemand
L'allemand est une langue pluricentrique asymétrique avec des normes différentes pour l'Allemagne, la Suisse et l'Autriche, mais la norme allemande est la forme prédominante.

## Catalan
Le catalan possède deux normes écrites différentes : celle de l'Institut d'études catalanes prévaut en Catalogne proprement dite, ainsi qu'aux Baléares (où elle connaît quelques légères différences locales), en Andorre, en Catalogne Nord et dans la Frange d'Aragon ; tandis que celle de l'Académie valencienne de la langue prédomine dans le Pays Valencien.

## Français
Dans l'article Le français langue pluricentrique ? : études sur la variation diatopique d’une langue standard, le professeur Bernhard Pöll remet en question l’idée reçue selon laquelle le français est une langue à norme unique, centrée sur le modèle parisien. Il constate que depuis plusieurs décennies, la francophonie connaît plutôt une pluralisation des normes : chaque communauté francophone voit émerger des usages « bons » et légitimes, mais localement spécifiques.

## Occitan
L’occitan possède plusieurs systèmes graphiques et plusieurs standards régionaux voire locaux en usage parallèle : l’auvergnat, le gascon (l'aranais, le languedocien, le limousin, le provençal (le niçard, le vivaro-alpin.

## Serbo-croate
Le serbo-croate possède des normes différentes pour la Croatie, la Serbie, la Bosnie-Herzégovine et le Monténégro.